# Grażyna Fiedoruk-Sienkiewicz
Grażyna Barbara Fiedoruk-Sienkiewicz (ur. 1 stycznia 1946, zm. 15 lutego 2014) – polska pianistka, profesor sztuk muzycznych.

## Życiorys
Była córką Stefanii z domu Jarosz (1917–1992). Ukończyła w 1969 r. studia pianistyczne w klasie fortepianu prof. Zbigniewa Śliwińskiego w Państwowej Wyższej Szkole Muzycznej w Gdańsku. Następnie uczestniczyła w kursach mistrzowskich prowadzonych przez Susanne Roche.
Obok działalności koncertowej solistycznej i kameralnej zajmowała się pedagogiką. Była wieloletnim pedagogiem fortepianu Akademii Muzycznej im. Stanisława Moniuszki w Gdańsku. Pracowała w Katedrze Fortepianu na Wydziale Instrumentalnym. W latach 1993–1996 pełniła funkcję prorektora ds. artystycznych uczelni. W 1996 r. uzyskała tytuł profesora sztuk muzycznych. Była także pedagogiem w średnim szkolnictwie muzycznym w Gdańsku (Ogólnokształcąca Szkoła Muzyczna I i II Stopnia, 1984–2007), Szczecinie i Elblągu.
Pochowana 20 lutego 2014 r. na cmentarzu katolickim przy ulicy Malczewskiego w Sopocie (sektor I2-A-3).

## Nagrody
- Nagroda Prezydenta Miasta Gdańska w Dziedzinie Kultury z okazji jubileuszu 40-lecia pracy artystycznej (2010)[10].

## Upamiętnienie
12 marca 2024 roku w Sali Koncertowej Akademii Muzycznej w Gdańsku odbył się wieczór wspomnień i koncert pamięci w 10. rocznicę śmierci prof. Grażyny Fiedoruk-Sienkiewicz.